# 安盛岩雄
安盛 岩雄（やすもり いわお）は、昭和期の化学者である。専門は化学反応、触媒作用の物理化学。東京工業大学名誉教授。

## 経歴
- 1943年（昭和18年）4月に、5年間勤務会社を退社、東京物理学校（現東京理科大学）入学[1]、軍需工場への勤労奉仕、青酸ガスの合成施設建設ため富山県高岡市伏木へ出向。
- 1945年3月末に動員解除されて母校に戻り1945年（昭和20年）9月理化学部卒業。
- 1950年（昭和25年）東京工業大学化学工学コース卒業[2]。
- 東京工業大学理学部教授を経て、東京工業大学名誉教授[3]。
- 1983年より神奈川大学工学部教授、1987年7月12日～1987年7月28日神奈川大学学長事務取扱、同学定年退職後、コンサルタント事務所主宰。
- SF同人誌「宇宙塵 (同人誌)」同人。北京科技大学名誉教授。

## 受賞
- 1998年 - 勲三等瑞宝章[4]

## 著作・論文・文献
- 「岩波講座現代化学4」
- 「理化学辞典」(分担)他
- 『表面分析―IMA,オージェ電子・光電子分光の応用』1976/6 染野檀 安盛岩雄 講談社

等